# Marván Šamach
Marván Šamach (arabsky: مروان الشماخ, francouzský přepis: Marouane Chamakh, * 10. ledna 1984, Tonneins, Francie) je marocký fotbalista, který je v současné době bez angažmá . Ačkoliv se narodil a vyrůstal ve Francii, je marockého původu a proto reprezentuje Maroko.

## Úspěchy

### Klubové
- 1× vítěz Ligue 1 (2008/09)
- 2× vítěz Francouzského ligového poháru (2007, 2009)
- 2× vítěz Francouzského fotbalového superpoháru (2008, 2009)

### Reprezentační

#### Maroko
- 1× druhé místo na Africkém poháru národů

### Individuální
- Tým roku Ligue 1 podle UNFP – 2009/10[1]